# Ongniud
Ongniud är ett mongoliskt baner som lyder under Chifengs stad på prefekturnivå i den autonoma regionen Inre Mongoliet i norra Kina. Det ligger omkring 650 kilometer öster om regionhuvudstaden Hohhot. 